# Вихарева, Эльвира Владимировна
Эльвира Владимировна Вихарева (род. 8 июня 1990, Иркутск) — российский оппозиционный политик.

## Биография
Эльвира Вихарева родилась 8 июня 1990 года в Иркутске в семье врачей.
В 2012 году окончила Московский институт телевидения и радиовещания «Останкино». Второе образование — факультет политологии Российского государственного гуманитарного университета (РГГУ).
Работала программистом, а с 2017 года параллельно занималась публичной политикой.

### Политическая деятельность
В 2017 году вступила в партию Яблоко. Баллотировалась через платформу «политического Uber’а» политиков Максима Каца и Дмитрия Гудкова и от партии «Яблоко» в Совет депутатов муниципального округа Алтуфьевский.
Находясь у истоков создания «Партии перемен» — бывшая партия «Гражданская инициатива», Вихарева входила в состав политического совета московского отделения «Партии перемен». На высшие посты партии были назначены Дмитрий Гудков и Ксения Собчак.
В 2018 году вела работу в команде оппозиционного политика Дмитрия и Геннадия Гудковых, после чего организовала и модерировала партийный лекторий, объединяющий людей демократических взглядов и лидеров общественных мнений — журналистов, философов, публицистов, политиков, политологов, социологов, правозащитников. В партийном лектории выступили Виктор Шендерович, Андрей Кураев, Юрий Кобаладзе, Алексей Кондауров, Геннадий Гудков, Марк Фейгин, Лев Рубинштейн, Станислав Белковский, Алексей Венедиктов, Евгений Шестаков, Екатерина Шульман, Валерий Соловей, Ирина Прохорова, Евгения Альбац, Дмитрий Гудков, Николай Карлович Сванидзе, Наталья Зубаревич, Леонид Гозман, Дмитрий Орешкин с целью предоставления объективной информации об устройстве различных социо-экономических процессов.
В августе 2019 года власти согласовали проведение массового мероприятия на проспекте Сахарова. Вихарева была ведущей митинга. В 2019 году она была одной из организаторов митинга на проспекте Сахарова состоявшегося 10 августа 2019 года. Митинг «Вернём себе право на выбор» 10 августа 2019 года, по оценкам Белого счётчика, собрал до 60 тысяч человек и стал крупнейшим с 2011 года. Все организаторы были вызваны на беседу в полицию накануне, несмотря на это, митинг состоялся в назначенный день. Помимо Эльвиры Вихаревой, в организации акции участвовали муниципальные депутаты: Илья Азар, Денис Шендерович, Андрей Морев, Елена Русакова, Елена Филина, а также член «Открытой России» Татьяна Усманова, активист Сергей Рахновский и член «Солидарности» Надежда Митюшкина. Организаторы митинга «Вернём себе право на выбор», прошедшего 10 августа 2019 года, передали резолюцию в приемную президента России. В резолюции требовалось допустить оппозиционных политиков к выборам или отменить их, прекратить дела, возбужденные после акций 14 июля 2019 года, 27 июля 2019 года и 3 августа 2019 года, и отменить муниципальный фильтр на осенних выборах. Также выдвигалось требование привлечь к ответственности силовиков, избивавших протестующих, и запретить переброску сил МВД и Росгвардии из других регионов. Документ передали депутаты Елена Филина, Андрей Морев и Елена Русакова, а подписали документ также Илья Азар и Эльвира Вихарева.
В 2019 году возглавила предвыборный штаб Геннадия Гудкова на выборах в Московскую городскую думу. Власти отказали в регистрации политика, после чего Вихарева заявила, что подала уведомление на проведение митинга и шествия в Москве 14 сентября 2019 года с целью допуска независимых оппозиционных кандидатов. В том же месяце трижды пыталась организовать митинги на том же месте, но эти планы не получили согласования. 19 сентября 2019 года полиция вынесла Вихаревой предостережение о незаконности проведения несогласованных акций.
C марта 2020 года Вихарева стала вести собственный YouTube-канал общественно-политической тематики.
В 2021 году баллотировалась в депутаты Государственной Думы VIII созыва по одномандатному избирательному округу № 196 (Бабушкинский) в Москве от Партии роста. Во время избирательной кампании Вихарева инициировала встречу с главой ЦИК Эллы Памфиловой в связи с недопуском наблюдателей от ОБСЕ в полном составе для работы на парламентских выборах. На выборах в Государственную Думу России 17-19 сентября 2021 года в Бабушкинском округе Вихарева получила 2,40 % голосов.
31 мая 2022 заявила о намерении участвовать в выборах в муниципальные депутаты по району Якиманка. 27 июля 2022 года Замоскворецкий суд снял кандидата Эльвиру Вихареву с выборов в округе Якиманка. После этого на двери политиков Эльвиры Вихаревой и Нодари Хананашвили повесили листовки с их фото и надписью «Поддерживает украинских нацистов». В октябре 2022 года Эльвира Вихарева, несмотря на угрозы и давление, продолжила обходить дома в своем районе на севере Москвы с предложением помочь в решении различных социальных проблем.
24 марта 2023 года выступала на CNN с Эрин Бёрнетт после предположительного отравления в России. В её крови были обнаружены следы токсичного дихромата калия, и она начала испытывать первые болезненные симптомы в ноябре 2022 года, которые усилились в декабре 2022 и феврале 2023 года. Симптомы включали сильные боли в животе, учащённое сердцебиение, онемение конечностей, мышечные спазмы, обмороки и выпадение волос.
21 апреля 2023 года Министерством юстиции России внесена в список физических лиц — «иностранных агентов».
Минобороны России в ответ на вопрос активистки Эльвиры Вихаревой, почему власти не издали указ об окончании мобилизации, заявило, что отмена указа может привести к нарушению прав мобилизованных. Ответ министерства она опубликовала в соцсетях.
22 марта 2024 года совместно с другими «иноагентами», телеведущей Татьяной Лазаревой, журналистом Сергеем Маркеловым, активисткой Дарьей Серенко и экономистом Владиславом Иноземцевым, Эльвира Вихарева выступила с инициативой выдвинуть свои кандидатуры на сентябрьских выборах в Мосгордуму. Предполагалось, что в этой кампании примут участие 45 «иноагентов», по числу избирательных округов в Москве. Оппозиционеры намеревались таким образом показать несогласие с политической системой, создавая дискомфорт «тем, кто наносит непоправимый урон стране». Государственная дума незамедлительно отреагировала на эту инициативу. Сразу в трёх чтениях 6 мая был принят проект поправок, запрещающий иностранным агентам и Вихаревой в частности выдвигать свои кандидатуры. 15 мая 2024 года Владимир Путин подписал закон, запрещающий иноагентам участвовать в выборах всех уровней, а также выступать наблюдателями и доверенными лицами кандидатов.